# Instituto de Estatística da Turquia
O Instituto de Estatística da Turquia (em turco:  Türkiye İstatistik Kurumu; sigla: TÜİK), também conhecido pela sigla TURKSTAT, é a agência governamental que produz as estatísticas oficiais da Turquia, nomeadamente sobre demografia, recursos, economia, sociedade e cultura. Tem a sua sede em Ancara. O instituto depende diretamente do primeiro-ministro. Foi fundado em 1926 com o nome Merkezi İstatistik Dairesi. O nome atual data de 2005. Desde então que é dirigido por Ömer Demir.